# Miss Israel
Miss Israel (en hebreo: מַלְכַּת הַיֹּפִי‎, romanizado: Malkat HaYōfî, lit. 'La reina de belleza') fue un concurso de belleza nacional en Israel fundado en 1950 y disuelto en 2022. El concurso enviaba candidatas a Miss Universo, Miss Mundo, Miss Internacional, Miss Tierra, Miss Supranacional, Miss Europa y Miss Asia Pacífico Internacional.
La última Miss Israel es Noa Cochva, quien fue coronada el 24 de octubre de 2021. Representó al país en Miss Universo 2021 en Eilat, Israel.

## Historia
A finales de la década de 1920, se celebró en Tel Aviv el concurso «Ester, la reina hebrea», centrado en la festividad de Purim. La primera edición del Miss Israel tuvo lugar en 1950, dos años después de la independencia de Israel.
En concurso fue organizado por la revista semanal LaIsha desde 1950 hasta su última edición en 2021.
En noviembre de 2022, se informó que el concurso fue cancelado en medio de controversias sobre su relevancia para los estándares sociales modernos.

## Concursos internacionales ganados
- Una ganadora de Miss Universo:
  - Rina Mor (1976)
- Una ganadora de Miss Mundo:
  - Linor Abargil (1998)
- Una ganadora de Miss Europa:
  - Lilach Ben-Simon (1994)[5]
- Dos ganadoras de Miss Asia Pacífico Internacional:
  - Nurit Mizrachi (1985)[6]
  - Tali Ben-Harush (1992)[7]

### Franquicias
- Miss Universo (1952-2021)
- Miss Mundo (1952-2017)
- Miss Internacional (1960-2005)
- Miss Tierra (2008-2009)

## Ganadoras
| Año  | Miss Israel                   | Fecha de coronación      | Imagen |
| ---- | ----------------------------- | ------------------------ | ------ |
| 1950 | Miriam Yaron                  | 30 de septiembre de 1950 |        |
| 1951 | Michal Har'el                 | 23 de septiembre de 1951 |        |
| 1952 | Ora Vered                     | 25 de mayo de 1952       |        |
| 1953 | Chavatzelet Dror              | 22 de julio de 1953      |        |
| 1954 | Aviva Pe'er                   | 25 de junio de 1954      |        |
| 1955 | Ilana Carmel                  | 25 de junio de 1955      |        |
| 1956 | Sara Tal                      | 14 de junio de 1956      |        |
| 1957 | Atara Barzely                 | 6 de junio de 1957       |        |
| 1958 | Miriam Hadar                  | 22 de mayo de 1958       |        |
| 1959 | Rina Yitzchakov               | 16 de junio de 1959      |        |
| 1960 | Aliza Gur                     | 29 de mayo de 1960       |        |
| 1961 | Dalia Lion                    | 30 de mayo de 1961       |        |
| 1962 | Yehudit Mazor                 | 9 de junio de 1962       |        |
| 1963 | Ester Kfir                    | 30 de mayo de 1963       |        |
| 1964 | Ronit Rinat                   |                          |        |
| 1965 | Aliza Sadeh                   | 9 de junio de 1965       |        |
| 1966 | Aviva Israeli                 | 18 de mayo de 1966       |        |
| 1967 | Batia Kabiri                  | 29 de junio de 1967      |        |
| 1968 | Miri Zamir                    | 28 de mayo de 1968       |        |
| 1969 | Chava Levy                    | 13 de mayo de 1969       |        |
| 1970 | Moshit Tsiporin               | 9 de abril de 1970       |        |
| 1971 | Ester Orgad                   | 4 de mayo de 1971        |        |
| 1972 | Ilana Goren                   | 6 de junio de 1972       |        |
| 1973 | Limor Schreibman-Sharir       | 22 de mayo de 1973       |        |
| 1974 | Edna Levy                     | 5 de junio de 1974       |        |
| 1975 | Orit Cooper                   | 20 de mayo de 1975       |        |
| 1976 | Rina Mor Miss Universo 1976   | 25 de mayo de 1976       |        |
| 1977 | Zehava Vardi                  | 3 de mayo de 1977        |        |
| 1978 | Dorit Jellinek                | 30 de mayo de 1978       |        |
| 1979 | Vered Polgar                  | 22 de mayo de 1979       |        |
| 1980 | Illana Shoshan                | 14 de abril de 1980      |        |
| 1981 | Dana Wexler                   | 7 de abril de 1981       |        |
| 1982 | Deborah Hess                  | 5 de mayo de 1982        |        |
| 1983 | Shim'ona Hollander            | 26 de abril de 1983      |        |
| 1984 | Sapir Koffmann                | 22 de mayo de 1984       |        |
| 1985 | Hilla Kelmann                 | 14 de mayo de 1985       |        |
| 1986 | Nilly Drucker                 | 20 de mayo de 1986       |        |
| 1987 | Yamit Noy                     | 3 de marzo de 1987       |        |
| 1988 | Shirley Ben-Mordechai         | 15 de marzo de 1988      |        |
| 1989 | Nicole Halperin               | 21 de febrero de 1989    |        |
| 1990 | Yvonna Krugliak               | 27 de febrero de 1990    |        |
| 1991 | Miri Goldfarb                 | 23 de abril de 1991      |        |
| 1992 | Ravit Asaf                    | 5 de abril de 1992       |        |
| 1993 | Jana Khodirker                | 2 de marzo de 1993       |        |
| 1994 | Ravit Yarkoni                 | 2 de marzo de 1994       |        |
| 1995 | Jana Kalmann                  | 29 de marzo de 1995      |        |
| 1996 | Taly [Talia] Lewenthal        | 18 de marzo de 1996      |        |
| 1997 | Mirit Greenberg               | 10 de marzo de 1997      |        |
| 1998 | Linor Abargil Miss Mundo 1998 | 24 de marzo de 1998      |        |
| 1999 | Rana Raslan                   | 9 de marzo de 1999       |        |
| 2000 | Nirit Bakshi                  | 30 de marzo de 2000      |        |
| 2001 | Ilanit Levi                   | 21 de marzo de 2001      |        |
| 2002 | Yamit Har-Noy                 | 13 de marzo de 2002      |        |
| 2003 | Sivan Klein                   | 1 de abril de 2003       |        |
| 2004 | Gal Gadot                     | 22 de marzo de 2004      |        |
| 2005 | Elena Ralph                   | 6 de abril de 2005       |        |
| 2006 | Yael Nizri                    | 21 de marzo de 2006      |        |
| 2007 | Liran Kohener                 | 13 de marzo de 2007      |        |
| 2008 | Tamar Ziskind                 | 27 de marzo de 2008      |        |
| 2009 | Adi Rodnitzky                 | 18 de marzo de 2009      |        |
| 2010 | Shavit Wiesel                 | 8 de marzo de 2010       |        |
| 2011 | Ella Ran                      | 30 de marzo de 2011      |        |
| 2012 | Shani Hazan                   | 7 de marzo de 2012       |        |
| 2013 | Yityish Titi Aynaw            | 27 de febrero de 2013    |        |
| 2014 | Mor Maman                     | 4 de marzo de 2014       |        |
| 2015 | Maayan Keren                  | 3 de junio de 2015       |        |
| 2016 | Karin Alia                    | 6 de junio de 2016       |        |
| 2017 | Rotem Rabi                    | 10 de mayo de 2017       |        |
| 2018 | Nikol Reznikov                | 1 de mayo de 2018        |        |
| 2019 | Sella Sharlin                 | 26 de marzo de 2019      |        |
| 2020 | Tehila Levi                   | 13 de julio de 2020      |        |
| 2021 | Noa Cochva                    | 24 de octubre de 2021    |        |

## Categorías
Ganadora de un concurso internacional
     Miss Universo Israel
     Miss Mundo Israel
     Miss Internacional Israel
     Miss Europa Israel
     Miss Tierra Israel
     Miss Asia Pacífico Israel
     Miss Joven Israel

### 1950-1959
El Miss Israel se dividido en cinco categorías; «Malkat Hayofi» - la reina de belleza de Israel suele ser para la ganadora principal, «Na’arat Israel» - la doncella de belleza de Israel es para el segundo lugar, «Malkat Hachen» - la reina de gracia de Israel es para el tercer lugar, «Malkat Hayofi-Esreh» - la reina adolescente de Israel es para el cuarto lugar y «Nesichat Hayofi» - la princesa de belleza de Israel es para la última del Top 5 lo que significa el quinto lugar. Estos títulos representan a Israel en competencias internacionales como Miss Universo, Miss Mundo, Miss Internacional, Miss Europa, Miss Tierra y otros concursos menores.
| Year | Malkat Hayofi    | Primera finalista | Segunda finalista    |
| ---- | ---------------- | ----------------- | -------------------- |
| 1950 | Miriam Yaron     | Carmela Fargi     | Yaffa Schpitzer      |
| 1951 | Michal Har'el    | —                 | —                    |
| 1952 | Ora Vered        | —                 | —                    |
| 1953 | Chavatzelet Dror | Miriam Gershoni   | Viorika Artzman      |
| 1954 | Aviva Pe'er      | —                 | —                    |
| 1955 | Ilana Carmel     | Miriam Kotler     | Varda Cohen          |
| 1956 | Sara Tal         | Rina Weiss        | Tzipora A’haronovitz |
| 1957 | Atara Barzely    | Sara Elimor       | Yaffa Raich          |
| 1958 | Miriam Hadar     | Ilana Shani       | Dafna Adir           |
| 1959 | Rina Yitzchakov  | Ziva Shomrat      | Diana Gubernik       |

### 1960-2021
| Year | Malkat Hayofi                     | Na'arat Israel       | Malkat Hachen             | Malkat Hayofi-Esreh                    | Nesichat Hayofi           |
| ---- | --------------------------------- | -------------------- | ------------------------- | -------------------------------------- | ------------------------- |
| 1960 | Aliza Gur                         | Shulamit Shavit      | Otorgado a partir de 1963 | Otorgado a partir de 1971              | Otorgado a partir de 1979 |
| 1961 | Dalia Lion                        | Rina Kishon          | Otorgado a partir de 1963 | Otorgado a partir de 1971              | Otorgado a partir de 1979 |
| 1962 | Jehudit Mazor                     | Nurit Ne'eman        | Otorgado a partir de 1963 | Otorgado a partir de 1971              | Otorgado a partir de 1979 |
| 1963 | Ester Kfir                        | Sherin Ibrahim       | Sara Talmi                | Otorgado a partir de 1971              | Otorgado a partir de 1979 |
| 1964 | Ronit Rinat                       | Ofira Margalit       | Jehudit Peri              | Otorgado a partir de 1971              | Otorgado a partir de 1979 |
| 1965 | Aliza Sadeh                       | Iris Bar-Or          | Shlomit Gat               | Otorgado a partir de 1971              | Otorgado a partir de 1979 |
| 1966 | Aviva Israeli                     | Yaffa Sharir         | Segula Gohr               | Otorgado a partir de 1971              | Otorgado a partir de 1979 |
| 1967 | Batia Kabiri                      | Dalia Regev          | Daniela Hod               | Otorgado a partir de 1971              | Otorgado a partir de 1979 |
| 1968 | Miri Zamir                        | Miriam Peri          | Sara Dvir                 | Otorgado a partir de 1971              | Otorgado a partir de 1979 |
| 1969 | Chava Levy                        | Tehila Selah         | Orit Peleg                | Otorgado a partir de 1971              | Otorgado a partir de 1979 |
| 1970 | Moshit Tsiporin                   | Irit Lavi            | Miri Katz                 | Otorgado a partir de 1971              | Otorgado a partir de 1979 |
| 1971 | Ester Orgad                       | Miri Ben-David       | Pnina Alon                | Orly Goren                             | Otorgado a partir de 1979 |
| 1972 | Ilana Goren                       | Hanna Urdan          | Ronit Gafni               | Shoshi Mazor                           | Otorgado a partir de 1979 |
| 1973 | Limor Schreibman-Sharir           | Chaja Katzir         | Aviva Magor               | Elina Paz                              | Otorgado a partir de 1979 |
| 1974 | Edna Levy                         | Lea Keinan           | Nurit Bar                 | Eva Adar                               | Otorgado a partir de 1979 |
| 1975 | Orit Cooper                       | Atida Mor            | Pazit Li'ad               | Pazit Eran                             | Otorgado a partir de 1979 |
| 1976 | Rina Messinger Miss Universo 1976 | Levana Abarbanel     | Yif’at Netzer             | Nurit Amir                             | Otorgado a partir de 1979 |
| 1977 | Zehava Vardi                      | Ya'el Hovav          | Ronit Makover             | Sara Hen                               | Otorgado a partir de 1979 |
| 1978 | Dorit Jellinek                    | Sari Alon            | Lea Avgi                  | Tammy (Tamar) Liebermann               | Otorgado a partir de 1979 |
| 1979 | Vered Polgar                      | Dana Peler           | Helly Ben-David           | Ronit Ben-Bassat                       | Racheli Aizenshtadt       |
| 1980 | Illana Shoshan                    | Anat Zamir           | Irit Altmann              | Lea Barkai                             | Nira Ferder               |
| 1981 | Dana Wexler                       | Ninnette Assur       | Li'ora Akoka              | Sarit Agiv                             | x                         |
| 1982 | Deborah Hess                      | Anat Kerem           | Nava Hen                  | Rinat Eldar                            | Ya'el Milo                |
| 1983 | Shim'ona Hollander                | Yif’at Schechter     | Sigal Fogel               | Dorit Farkash                          | Anat Tzachor              |
| 1984 | Sapir Koffmann                    | Iris Look            | Pazit Cohen               | Li'at Cohen                            | Rinat Hadashi             |
| 1985 | Hilla Kelmann                     | Maja Wechtenhaim     | Avivit Nachmany           | Nurit Mizrachi Miss Asia Pacífico 1985 | x                         |
| 1986 | Nilly Drucker                     | Osnat Mo’as          | Chava Distenfeld          | x                                      | Ester Sarid               |
| 1987 | Yamit Noy                         | Ya'el Gertler        | Ofir Alony                | Dafna Ben-Yitzchak                     | Nirit Elyovich            |
| 1988 | Shirley Ben-Mordechai             | Dganit Cohen         | Galit Aharoni             | Limor Magen                            | Revital Mor               |
| 1989 | Nicole Halperin                   | Ronit Siton          | Limor Fishel              | x                                      | Galit Farber              |
| 1990 | Yvonna Krugliak                   | Ari'ela Tessler      | Ravit Lichtenberg         | Miriam Aharonson                       | Dafna Shahar              |
| 1991 | Miri Goldfarb                     | Li'at Ditkovsky      | Julia Stern               | Orly Al’aluf                           | Efrat Bruner              |
| 1992 | Ravit Asaf                        | Einat Zmora          | Sarit Afangar             | Ravit Kanfi                            | x                         |
| 1993 | Jana Khodirker                    | Tamara Porat         | Anat Elimelech            | Dana Avrish                            | Keren Levy                |
| 1994 | Ravit Yarkoni                     | Shirley Schwartzberg | Nitzan Kirshenboim        | Lilach Ben-Simon Miss Europa 1994      | Natalie Cohen             |
| 1995 | Jana Kalmann                      | Miri Bohadana        | Michal Shtibel            | Ilona Katz                             | Anat Bibi                 |
| 1996 | Taly Lewenthal                    | Liraz Mesilaty       | Ann Konopny               | Kim Roslikov                           | Keren Schechter           |
| 1997 | Mirit Greenberg                   | Dikla Hamdi          | Lital Shapira             | Alexandra Schwartztokh                 | Chajki Oster              |
| 1998 | Linor Abargil Miss Mundo 1998     | Hagit Raz            | Galia Abramov             | Ya'arit Barzilay                       | Milana Reznikov           |
| 1999 | Rana Raslan                       | Jenny Chervony       | Nofit Shevach             | Galy Raz                               | Hen Talala                |
| 2000 | Nirit Bakshi                      | Dana Dantes          | Dana Farkash              | Jasmine Lachovitz                      | x                         |
| 2001 | Ilanit Levi                       | Keren Schlimovitz    | Dikla Elkabetz            | Hanni Mayers                           | x                         |
| 2002 | Yamit Har-Noy                     | Karol Lowenstein     | Shelly Dina'i             | Dina Serby                             | x                         |
| 2003 | Sivan Klein                       | Miri Levy            | Stavit Budin              | Shahar Nehorai                         | x                         |
| 2004 | Gal Gadot                         | Rita Lukin           | Li'or Keren               | Helen Masala                           | x                         |
| 2005 | Elena Ralph                       | Keren Shacham        | Moran Gerbi               | Rinat Dukarker                         | x                         |
| 2006 | Yael Nizri                        | Anastasya Yentin     | Tehila Mor                | Hila Eran                              | x                         |
| 2007 | Liran Kohener                     | Sharon Kenent        | Tal Gonen                 | Meital Sadon                           | x                         |
| 2008 | Tamar Ziskind                     | Shunit Faragi        | No'a Avrahami             | Linn Mor                               | x                         |
| 2009 | Adi Rodnitzky                     | Yulia Dyment         | Noy Michaelov             | Adaya Zeidman                          | x                         |
| 2010 | Shavit Wiesel                     | Bat-El Jobi          | Gal Erez                  | Adi Sassi                              | Shel Arazi                |
| 2011 | Ella Ran                          | Kim Edri             | Bar Marom                 | Kim Akafi                              | Hani Maccabi              |
| 2012 | Shani Hazan                       | Lina Machola         | May Yoshia                | Noy Abner                              | Suf Azulai                |
| 2013 | Yityish Titi Aynaw                | Bar Hefer            | Sabina Yusupova           | Hila Balilti                           | Ofir Kapach               |
| 2014 | Mor Maman                         | Doron Matalon        | Tamar Skorsirb            | Sasha Alexsandra Shuturov              | Natalie Prepelitzki       |
| 2015 | Maayan Keren                      | Avigail Alfatov      | Victoria Khersonsky       | Itay Barash                            | x                         |
| 2016 | Karin Alia                        | Yam Kaspers Anshel   | Naama Deutsch             | Shay Berkovich                         | x                         |
| 2017 | Rotem Rabi                        | Adar Gandelsman      | Noya Ariely               | Dana Solomon                           | x                         |
| 2018 | Nikol Reznikov                    | Michal Mordov        | Emma Eytan                | Talleen Abu Hanna                      | x                         |
| 2019 | Sella Sharlin                     | Uliana Fridrih       | Lior Cohen                | Inbar Moscovici                        | x                         |
| 2020 | Tehila Levi                       | Tali Krasnopolski    | Noa Teomi                 | Chen Shaul                             | x                         |
| 2021 | Noa Cochva                        | Yarin Buzaglo        | Alin Gurevich             | Ofir Korsia                            | x                         |

## Representación internacional

### Miss Universo
: Declarada como ganadora
     : Terminó como finalista
     : Terminó como una de las semifinalistas o cuartofinalistas
     : Terminó como ganadora de premios especiales
Desde 1952, Israel compite en los principales concursos internacionales. En 2006 Miss Israel cambió de formato y la ganadora compitió en el Miss Mundo y la que quedó segundo lugar fue declarada automáticamente «Miss Universo Israel». En 2013, la ganadora compitió en Miss Universo 2013 en Rusia. Desde 2018 hasta 2021, la ganadora competía en Miss Universo. Desde 2024, Miss Universo Israel es seleccionada por una organización diferente.
| Año                           | Distrito                | Miss Israel             | Nombre en hebreo   | Posición en Miss Universo | Premios especiales                     |
| ----------------------------- | ----------------------- | ----------------------- | ------------------ | ------------------------- | -------------------------------------- |
| 2025                          | Haifa                   | Melanie Shiraz          | מלאני שירז         | Por competir              | Por competir                           |
| 2024                          | Distrito Central        | Ofir Korsia             | אופיר קורסיה       | No clasificó              |                                        |
| No compitió entre 2022 y 2023 |                         |                         |                    |                           |                                        |
| 2021                          | Central                 | Noa Cochva              | נועה כוכבה         | No clasificó              |                                        |
| 2020                          | Tel Aviv                | Tehila Levi             | תהילה לוי          | No clasificó              |                                        |
| 2019                          | Norte                   | Sella Sharlin           | סלה שרלין          | No clasificó              |                                        |
| 2018                          | Central                 | Nikol Reznikov          | ניקול רזניקוב      | No clasificó              |                                        |
| 2017                          | Sur                     | Adar Gandelsman         | אדר גנדלמן         | No clasificó              |                                        |
| 2016                          | Tel Aviv                | Yam Kaspers Anshel      | ים קספר אנשל       | No clasificó              |                                        |
| 2015                          | Norte                   | Avigail Alfatov         | אביגיל אלפתוב      | No clasificó              |                                        |
| 2014                          | Área de Judea y Samaria | Doron Matalon           | דורון מטלון        | No clasificó              |                                        |
| 2013                          | Norte                   | Yityish Titi Aynaw      | ייתייש טיטי איינאו | No clasificó              |                                        |
| 2012                          | Haifa                   | Lina Makhuli            | לינה מחולי         | No clasificó              |                                        |
| 2011                          | Meridional              | Kim Edri                | קים אדרי           | No clasificó              |                                        |
| 2010                          | Tel Aviv                | Bat-el Jobi             | בת-אל ג'ובי        | No clasificó              |                                        |
| 2009                          | Haifa                   | Julia Dyment            | ג'וליה דימנט       | No clasificó              |                                        |
| 2008                          | Haifa                   | Shunit Faragi           | שונית פרגי         | No clasificó              |                                        |
| 2007                          | Tel Aviv                | Sharon Kenett           | שרון קנט           | No clasificó              |                                        |
| 2006                          | Haifa                   | Anastacia Entin         | אנסטסיה אנטין      | No clasificó              |                                        |
| 2005                          | Tel Aviv                | Elena Ralph             | אלנה ראלף          | Top 10                    |                                        |
| 2004                          | Tel Aviv                | Gal Gadot               | גל גדות            | No clasificó              |                                        |
| 2003                          | Tel Aviv                | Sivan Klein             | סיון קליין         | No clasificó              |                                        |
| 2002                          | Área de Judea y Samaria | Yamit Har-Noy           | ימית הר נוי        | No clasificó              |                                        |
| 2001                          | Haifa                   | Ilanit Levi             | אילנית לוי         | Top 10                    |                                        |
| 2000                          | Meridional              | Nirit Bakshi            | נירית בקשי         | No clasificó              |                                        |
| 1999                          | Haifa                   | Rana Raslan             | רנה רסלאן          | No clasificó              |                                        |
| 1998                          | Tel Aviv                | Hagit Raz               | חגית רז            | No clasificó              |                                        |
| 1997                          | Meridional              | Dikla Hamdi             | דקלה חמדי          | No clasificó              |                                        |
| 1996                          | Meridional              | Liraz Mesilaty          | לירז מסילטי        | No clasificó              |                                        |
| 1995                          | Tel Aviv                | Jana Kalmann            | יאנה קלמן          | No clasificó              |                                        |
| 1994                          | Tel Aviv                | Ravit Yarkoni           | רוית ירקוני        | No clasificó              |                                        |
| 1993                          | Central                 | Jana Khodirker          | יאנה חודירקר       | No clasificó              |                                        |
| 1992                          | Haifa                   | Einat Zmora             | עינת זמורה         | No clasificó              |                                        |
| 1991                          | Central                 | Miri Goldfarb           | מירי גולדפרב       | No clasificó              |                                        |
| 1990                          | Tel Aviv                | Yvonna Krugliak         | איבונה קרוגליאק    | No clasificó              |                                        |
| 1989                          | Tel Aviv                | Nicole Halperin         | ניקול הלפרין       | No clasificó              |                                        |
| 1988                          | Tel Aviv                | Shirley Ben-Mordechai   | שירלי בן מרדכי     | No clasificó              |                                        |
| 1987                          | Central                 | Yamit Noy               | ימית נוי           | No clasificó              |                                        |
| 1986                          | Tel Aviv                | Nilly Drucker           | נילי דרוקר         | No clasificó              |                                        |
| 1985                          | Tel Aviv                | Hilla Kelmann           | הילה קלמן          | No clasificó              | - Mejor Traje Nacional (2.ª finalista) |
| 1984                          | Central                 | Sapir Koffmann          | ספיר קופמן         | No clasificó              |                                        |
| 1983                          | Tel Aviv                | Shim'ona Hollander      | שמעונה הולנדר      | No clasificó              |                                        |
| 1982                          | Tel Aviv                | Deborah Hess            | דבורה הס           | No clasificó              |                                        |
| 1981                          | Tel Aviv                | Dana Wexler             | דנה וקסלר          | No clasificó              |                                        |
| 1980                          | Central                 | Illana Shoshan          | אילנה שושן         | No clasificó              |                                        |
| 1979                          | Norte                   | Vered Polgar            | ורד פולגר          | No clasificó              |                                        |
| 1978                          | Haifa                   | Dorit Jellinek          | דורית ילינק        | Top 12                    |                                        |
| 1977                          | Haifa                   | Zehava Vardi            | זהבה ורדי          | No clasificó              |                                        |
| 1976                          | Haifa                   | Rina Messinger          | רינה מסינגר        | Miss Universo 1976        |                                        |
| 1975                          | Tel Aviv                | Orit Cooper             | אורית קופר         | Top 12                    |                                        |
| 1974                          | Central                 | Edna Levy               | עדנה לוי           | No clasificó              |                                        |
| 1973                          | Tel Aviv                | Limor Schreibman-Sharir | לימור שרייבמן-שריר | Cuarta finalista          |                                        |
| 1972                          | Haifa                   | Ilana Goren             | דג מטוגן           | Tercera finalista         |                                        |
| 1971                          | Meridional              | Ester Orgad             | אסתר אורגד         | Top 12                    | - Mejor en Traje de Baño               |
| 1970                          | Central                 | Moshit Tsiporin         | מושית ציפורין      | No clasificó              |                                        |
| 1969                          | Haifa                   | Chava Levy              | חוה לוי            | Tercera finalista         | - Mejor en Traje de Baño               |
| 1968                          | Haifa                   | Miriam Friedman         | מרים פרידמן        | Top 15                    | - Mejor en Traje de Baño               |
| 1967                          | Tel Aviv                | Batia Kabiri            | בתיה כביר          | Cuarta finalista          | - Mejor en Traje de Baño               |
| 1966                          | Tel Aviv                | Aviva Israeli           | אביבה ישראל        | Cuarta finalista          | - Mejor Traje Nacional                 |
| 1965                          | Tel Aviv                | Aliza Sadeh             | עליזה שדה          | Top 15                    |                                        |
| 1964                          | Haifa                   | Ronit Rinat             | רונית רינת         | Segunda finalista         |                                        |
| 1963                          | Tel Aviv                | Sherin Ibrahim          | שרין איברהים       | No clasificó              | - Mejor Traje Nacional                 |
| 1962                          | Tel Aviv                | Yehudit Mazor           | יהודית מזור        | Top 15                    | - Mejor Traje Nacional (2.ª finalista) |
| 1961                          | Haifa                   | Atida Pisanti           | עתידה פיזנטי       | Top 15                    |                                        |
| 1960                          | Haifa                   | Aliza Gur               | עליזה גור          | Top 15                    |                                        |
| 1959                          | Tel Aviv                | Rina Yitzchakov         | רינה יצחקוב        | Top 15                    |                                        |
| 1958                          | Tel Aviv                | Miriam Hadar            | מרים הדר           | Top 15                    |                                        |
| 1957                          | Tel Aviv                | Atara Barzely           | עטרה ברזילי        | No clasificó              |                                        |
| 1956                          | Tel Aviv                | Sara Tal                | שרה טל             | Top 16                    |                                        |
| 1955                          | Tel Aviv                | Ilana Carmel            | אילנה קרמל         | No clasificó              |                                        |
| 1954                          | Tel Aviv                | Aviva Pe'er             | אביבה פאר          | No clasificó              |                                        |
| 1953                          | Tel Aviv                | Chavatzelet Dror        | חבצלת דרור         | No compitió               | No compitió                            |
| 1952                          | Tel Aviv                | Ora Vered               | אורה ורד           | No clasificó              |                                        |

### Miss Mundo
: Declarada como ganadora
     : Terminó como finalista
     : Terminó como una de las semifinalistas o cuartofinalistas
     : Terminó como ganadora de premios especiales
Antes de 2005, la primera finalista de Miss Israel competía en Miss Mundo u otra finalista si la ganadora no puede competir. Desde 2006 Miss Israel representaba al país en Miss Mundo hasta 2018 donde la principal ganadora era para Miss Universo.
| Año                   | Miss Israel                | Posición en Miss Mundo | Premios especiales           |
| --------------------- | -------------------------- | ---------------------- | ---------------------------- |
| No compite desde 2018 |                            |                        |                              |
| 2017                  | Rotem Rabi                 | No clasificó           | - Top Model (Top 30)         |
| 2016                  | Karin Alia                 | No clasificó           |                              |
| 2014                  | Mor Maman                  | No clasificó           |                              |
| 2012                  | Shani Hazan                | Top 30                 | - Miss World Talent (Top 25) |
| 2011                  | Ella Ran                   | No clasificó           |                              |
| 2010                  | Shavit Wiesel              | No clasificó           |                              |
| 2009                  | Adi Rodnitzky              | No clasificó           |                              |
| 2008                  | Tamar Ziskind              | No clasificó           |                              |
| 2007                  | Liran Kohener              | No clasificó           |                              |
| 2006                  | Yael Nizri                 | No clasificó           |                              |
| 2005                  | Keren Shacham              | No clasificó           |                              |
| 2004                  | Rita Lukin                 | No clasificó           |                              |
| 2003                  | Miri Levy                  | No clasificó           |                              |
| 2002                  | Karol Lowenstein           | No clasificó           |                              |
| 2001                  | Keren Schlimovitz          | No clasificó           |                              |
| 2000                  | Dana Dantes                | No clasificó           |                              |
| 1999                  | Jenny Chervony             | Tercera finalista      |                              |
| 1998                  | Linor Abargil              | Miss Mundo 1998        | - Miss Mundo Europa          |
| 1997                  | Mirit Greenberg            | No clasificó           |                              |
| 1996                  | Taly «Talia» Lewenthal     | No clasificó           |                              |
| 1995                  | Miri Bohadana              | Tercera finalista      |                              |
| 1994                  | Shirley Schwartzberg       | No clasificó           |                              |
| 1993                  | Tamara Porat               | No clasificó           |                              |
| 1992                  | Ravit Asaf                 | Top 10                 | - Miss Fotogénica            |
| 1991                  | Li'at Ditkovsky            | No clasificó           |                              |
| 1990                  | Ari'ela Tessler            | No clasificó           |                              |
| 1989                  | Ronit Siton                | No clasificó           |                              |
| 1988                  | Dganit Cohen               | No clasificó           |                              |
| 1987                  | Ya'el Gertler              | Top 12                 |                              |
| 1986                  | Osnat Mo'as                | No clasificó           |                              |
| 1985                  | Maja Wechtenhaim           | Quinta finalista       |                              |
| 1984                  | Iris Look                  | Top 15                 |                              |
| 1983                  | Yi'fat Schechter           | Top 15                 |                              |
| 1982                  | Anat Kerem                 | No clasificó           |                              |
| 1981                  | Ninnette Assur             | No clasificó           |                              |
| 1980                  | Anat Zimmermann            | Tercera finalista      |                              |
| 1979                  | Dana Peler                 | No clasificó           |                              |
| 1978                  | Sari Alon                  | No clasificó           |                              |
| 1977                  | Ya'el Hovav                | No clasificó           |                              |
| 1976                  | Levana Abarbanel           | Top 15                 |                              |
| 1975                  | Atida Mor                  | No clasificó           |                              |
| 1974                  | Lea Klain                  | Segunda finalista      |                              |
| 1973                  | Chaja Katzir               | Segunda finalista      |                              |
| 1972                  | Hanna Urdan                | Segunda finalista      |                              |
| 1971                  | Miri Ben-David             | Top 15                 |                              |
| 1970                  | Irit Lavi                  | Segunda finalista      |                              |
| 1969                  | Tehila Selah               | Top 15                 |                              |
| 1968                  | Miri Zamir                 | Segunda finalista      |                              |
| 1967                  | Dalia Regev                | Tercera finalista      |                              |
| 1966                  | Segula Gohr                | No clasificó           |                              |
| 1965                  | Shlomit Gat                | No clasificó           |                              |
| 1963                  | Sara Talmi                 | No clasificó           |                              |
| 1962                  | Ilana Porat                | Top 15                 |                              |
| 1961                  | Er'ela Hod                 | No clasificó           |                              |
| 1960                  | Gila Golan                 | Primera finalista      |                              |
| 1959                  | Ziva Shomrat               | Segunda finalista      |                              |
| 1958                  | Rachel Shafrir             | No clasificó           |                              |
| 1957                  | Sara Elimor                | Sexta finalista        |                              |
| 1956                  | Rina Weiss                 | Segunda finalista      |                              |
| 1955                  | Miriam Kotler              | No clasificó           |                              |
| 1953                  | Chavatzelet Dror [Drilman] | No clasificó           |                              |

### Miss Internacional
: Declarada como ganadora
     : Terminó como finalista
     : Terminó como una de las semifinalistas o cuartofinalistas
     : Terminó como ganadora de premios especiales
| Año                   | Miss Israel        | Posición en Miss Internacional | Premios especiales |
| --------------------- | ------------------ | ------------------------------ | ------------------ |
| No compite desde 2015 |                    |                                |                    |
| 2014                  | Shani Hazan        | No clasificó                   |                    |
| 2012                  | Yael Markovich     | No clasificó                   |                    |
| 2007                  | Tal Gonen          | No compitió                    | No compitió        |
| 2006                  | Tehila Mor         | No compitió                    | No compitió        |
| 2005                  | Moran Gerbi        | No clasificó                   |                    |
| 2004                  | Li'or Karen        | No clasificó                   |                    |
| 2003                  | Stavit Budin       | No clasificó                   |                    |
| 2002                  | Shelly Dina'i      | No clasificó                   |                    |
| 2001                  | Dikla Elkabetz     | Top 15                         | - Miss Fotogénica  |
| 2000                  | Dana Farkash       | No clasificó                   |                    |
| 1999                  | Nofit Shevach      | No clasificó                   |                    |
| 1998                  | Galia Abramov      | No clasificó                   |                    |
| 1997                  | Lital Shapira      | Top 15                         |                    |
| 1996                  | Ann Konopny        | No clasificó                   |                    |
| 1995                  | Michal Shtibel     | No clasificó                   |                    |
| 1994                  | Nitzan Kirshenboim | Top 15                         |                    |
| 1993                  | Anat Elimelech     | Top 15                         |                    |
| 1992                  | Sarit Afangar      | No clasificó                   |                    |
| 1991                  | Efrat Bruner       | No clasificó                   |                    |
| 1990                  | Ravit Lichtenberg  | Top 15                         |                    |
| 1989                  | Limor Fishel       | No clasificó                   |                    |
| 1988                  | Galit Aharoni      | Top 15                         |                    |
| 1987                  | Ofir Alony         | Top 15                         |                    |
| 1986                  | Chava Distenfeld   | Top 15                         |                    |
| 1985                  | Avivit Nachmany    | No clasificó                   |                    |
| 1984                  | Pazit Cohen        | Top 15                         |                    |
| 1983                  | Sigal Fogel        | No clasificó                   |                    |
| 1982                  | Nava Hazgov        | Top 15                         |                    |
| 1981                  | Li'ora Goldberg    | No clasificó                   |                    |
| 1980                  | Irit Altmann       | No clasificó                   |                    |
| 1979                  | Helly Ben-David    | No clasificó                   |                    |
| 1978                  | Lea Avgi           | No clasificó                   |                    |
| 1977                  | Ronit Makover      | No clasificó                   |                    |
| 1976                  | Dorit Cohen        | No clasificó                   |                    |
| 1975                  | Pazit Li'ad        | No compitió                    | No compitió        |
| 1974                  | Nurit Bar          | No compitió                    | No compitió        |
| 1973                  | Aviva Magor        | No compitió                    | No compitió        |
| 1972                  | Ronif Gafni        | No compitió                    | No compitió        |
| 1971                  | Carmela Man        | Top 15                         |                    |
| 1970                  | Eti «Ester» Orgad  | No compitió                    | No compitió        |
| 1969                  | Sara Dvir          | No clasificó                   |                    |
| 1968                  | Daniela Hod        | Top 15                         |                    |
| 1967                  | Yaffa Sharir       | Primera finalista              |                    |
| 1965                  | Iris Bar-Or        | Top 15                         |                    |
| 1964                  | Dafna Noy          | Top 15                         |                    |
| 1963                  | Ester Kfir         | No clasificó                   |                    |
| 1962                  | Nurit Newman       | Top 15                         |                    |
| 1961                  | Dalia Lion         | Top 15                         |                    |
| 1960                  | Lili Dajani        | Top 15                         |                    |